# Kawa
Kawa — реализация языка Scheme, диалекта языка Лисп, обеспечивающая тесную интеграцию с java-окружением.
Включает в себя как интерпретатор, так и компилятор в код виртуальной машины Java (JVM).
Кроме того Kawa представляет собой фреймворк, для реализации высокоуровневых динамических языков. Так, с его помощью, реализованы XQuery (Qexo) и Emacs Lisp (JEmacs).

## Интеграция с Java
Одна из особенностей диалекта Scheme, реализованного в Kawa — простота доступа к Java объектам.
Для вызова метода объекта используется код следующего вида:
```
(invoke object 'method argument ...)
```

Это выполнит вызов метода объекта, т.е. произойдет действие аналогичное object.method(argument, …) в Java.
Для доступа к полям объекта:
```
object:field-name
```

или
```
(invoke object 'field)
```

Статические методы класса вызываются с помощью функции «invoke-static».
Kawa позволяет создавать лисп-функции на языке Java.